# 奥野基芳
奥野 基芳（おくの もとよし、1905年11月27日 - 1985年2月13日）は、将棋棋士。小泉雅信八段門下 。棋士番号は16 。東京都新宿区出身 。

## 経歴
1931年、小泉雅信八段に入門 。
1934年、四段昇段しプロ入り 。
1949年、引退 。
1985年2月13日、肺がんで死去。享年70歳。同日付で追贈八段。

## 人物・棋風
戦後、日本将棋連盟の出版部などで連盟の運営に貢献。「将棋世界」の戦後復刊にも尽力。

## 昇段履歴
- 1934年01月01日：四段 [1]
- 1948年00月00日：六段 [5]
- 1949年00月00日：引退 [1]
- 1968年00月00日：七段 [1]
- 1985年02月13日：死去・追贈八段 [1]